# Kepler-59 b
Kepler-59 b, precedentemente noto come KOI-1529.02, è un esopianeta in orbita attorno alla stella Kepler-59, situato nella costellazione della Lira. È stato scoperto dal telescopio Kepler nell'agosto 2012 assieme a un altro pianeta, Kepler-59 c. Completa un'orbita attorno alla sua stella madre, una nana gialla simile al Sole, in 11,86 giorni. Ha un raggio che è 1,1 volte quello della Terra.